# 菅谷政子
菅谷 政子（すがや まさこ、1937年8月22日 - 2021年2月25日）は、日本の女性声優。アーツビジョン最終所属。東京都出身。

## 略歴
小学生の頃から劇団に所属しており、幼い頃から芝居を始めていた。
劇団ちどり、劇団葦、りんどう、三光事務所、東京俳優生活協同組合（俳協）を経て、アーツビジョンに所属している。
2021年2月25日、死去。83歳没。死因は明らかにされていないが、がんで闘病中だったという。

## 人物
声種はソプラノ。
役柄としては、端正な男の子役で知られていた。
同じ東京都立北園高等学校出身の出崎統監督作品で重用され、特に『エースをねらえ!』では、主人公・岡ひろみの親友である愛川マキ役を全シリーズにわたって演じた。また、同じ出崎監督作品である『家なき子』の主人公レミ役のような端正な少年役にも定評がある。
趣味・特技はヨガ。

## 出演
太字はメインキャラクター。

### テレビアニメ
1963年
- 鉄腕アトム (アニメ第1作)（ベム）

1965年
- 宇宙少年ソラン（チャッピー）

1967年
- おそ松くん
- かみなり坊やピッカリ・ビー（ワンパク6）
- ちびっこ怪獣ヤダモン（大矢田太郎）
- パーマン（第1作）（1967年 - 1968年、ガン子）

1968年
- 怪物くん（アニメ第1作）
- ファイトだ!!ピュー太（カッコ）

1969年
- アタックNo.1（香取よしこ）
- ウメ星デンカ（おきさき）
- 海底少年マリン（クリクリ）
- 巨人の星
- 紅三四郎（メリー）

1970年
- いじわるばあさん

1971年
- アパッチ野球軍（コケラ）
- けろっこデメタン（アオ子）
- サザエさん（あゆみちゃん）
- タイガーマスク

1972年
- 樫の木モック（人形、リーナ）

1973年
- エースをねらえ!（1973年 - 1974年、愛川マキ）
- 侍ジャイアンツ（土佐勝子）
- 新造人間キャシャーン（マリア）

1975年
- 草原の少女ローラ（メアリー）
- フランダースの犬（ポール）

1976年
- 母をたずねて三千里（ナルシソ）

1977年
- 家なき子（1977年 - 1978年、レミ）

1978年
- 新・エースをねらえ!（愛川マキ）
- 星の王子さま プチ・プランス（マリア、ジミー）

1979年
- シートン動物記 りすのバナー（クレー）
- 宝島

1980年
- 鉄腕アトム (アニメ第2作)（ウラン、電光人間）
- トム・ソーヤーの冒険（アルフレッド）
- ベルサイユのばら
- ルパン三世 (TV第2シリーズ)

1981年
- アニメ親子劇場（飛鳥翔）
- おはよう!スパンク（ふたば〈篠田双葉〉）
- 怪物くん（第2作）（ハニワくん）
- 忍者ハットリくん（1981年 - 1987年、ケン一）
- ブレーメン4 地獄の中の天使たち（トリオ）
- まいっちんぐマチコ先生（ミオ）
- 名犬ジョリィ（アドルフォ）

1982年
- うる星やつら（1982年 - 1986年、こだぬき、子ギツネ）
- ゲームセンターあらし（金時娘）
- プロゴルファー猿（中丸）

1984年
- チックンタックン（チックン・ダック）
- 魔法の妖精ペルシャ（1984年 - 1985年、ボンボン、ツトム）

1985年
- Oh!ファミリー（ジョナサン・アレン）
- 星銃士ビスマルク（ピエール）
- 魔法のスターマジカルエミ（ピラミー）

1986年
- ウルトラマンキッズのことわざ物語（セブ）

1989年
- それいけ!アンパンマン（タータン〈初代〉）
- らんま1/2 熱闘編（雪ん子）

1990年
- 昆虫物語 みなしごハッチ（リメイク版）（カムリ、ライト）

1991年
- ウルトラマンキッズ 母をたずねて3000万光年（1991年 - 1992年、セブ）
- おばけのホーリー（バブルン）

### 劇場アニメ
- エースをねらえ!（1979年、愛川マキ）
- 銀河鉄道999（1979年）
- 家なき子（1980年、レミ[23]）
- ドラえもん のび太の宇宙開拓史（1981年、ロップル）
- 忍者ハットリくん ニンニン忍法絵日記の巻（1982年、ケン一）
- 忍者ハットリくん ニンニンふるさと大作戦の巻（1983年、ケン一）
- 風の谷のナウシカ（1984年、少女）
- 忍者ハットリくん+パーマン 超能力ウォーズ（1984年、ケン一）
- うる星やつら3 リメンバー・マイ・ラブ（1985年、O島タヌキ）
- 忍者ハットリくん+パーマン 忍者怪獣ジッポウVSミラクル卵（1985年、ケン一）

### OVA
- エースをねらえ!2（1988年、愛川マキ）
- エースをねらえ!ファイナルステージ（1989年、愛川マキ）
- はないちもんめ（1990年、母）

### ゲーム
- 個人教授（1998年、西村愛子）
- エコーナイト#2 眠りの支配者（2001年）

### 吹き替え

#### 映画
- 愛情物語
- 悪魔の沼（アンジー〈カイル・リチャーズ〉）※日本テレビ版（DVD収録）
- 王様（テレーズ・マルニックス〈アニー・デュコー〉）
- 王様と私（ルイ〈レックス・トンプソン〉）※東京12チャンネル版
- オーメン（ダミアン〈ハーヴェイ・スペンサー・スティーヴンス〉）※LD版
- おじさんに気をつけろ!（マイルズ〈マコーレー・カルキン〉）※ソフト版
- がんばれ!ベアーズ（トビー・ホワイトウッド〈デヴィッド・スタンボー〉）※日本テレビ版
- グーニーズ（リッキー・ワン〈キー・ホイ・クァン〉[24]）※TBS版
- 黒い稲妻（アンディ〈オリバー・グリム〉）※東京12チャンネル版
- 黒い牡牛（ロナルド〈マイケル・レイ〉）※TBS版
- 荒野の七人 ※テレビ朝日版
- サウンド・オブ・ミュージック（カタリナ〈エイダ・ベス・リー〉）※テレビ朝日版（公開50周年記念BD収録）、（バーニス〈エヴァドニ・ベイカー〉）※ソフト版
- サムソンとデリラ ※フジテレビ版
- 島の女（ニコ〈ピエロ・ジャグノーニ〉）※NET新録版
- 底抜け大学教授 ※フジテレビ版
- 大列車強盗（マギー）※機内上映版
- 誰かに見られてる（トミー・キーガン〈ハーレイ・クロス〉）※機内上映版
- チャイルド・プレイ2（アンディ・バークレー〈アレックス・ヴィンセント〉）
- ドラゴン・ワールド（トウィッティングハム嬢）※VHS版
- 波も涙も暖かい（アルヴィン〈エディ・ホッジス〉）
- ハワイ（チャリティー・ブルームリー〈ダイアン・シェリー・ケース〉）※TBS版
- 必死の逃亡者（ラルフ〈リチャード・アイアー〉）※フジテレビ版
- リオの男（ウィンストン卿〈ウビラシ・デ・オリヴェイラ〉）※TBS版
- 柔らかい肌（サビーヌ〈サビーヌ・オードパン〉）
- 若草物語 ※東京12チャンネル版

#### ドラマ
- 0011ナポレオン・ソロ ※日本テレビ版
- 特捜刑事マイアミ・バイス（トミー〈アニー･ゴールデン〉）※テレビ東京版
- 人気家族パートリッジ（クリストファー・パートリッジ〈ブライアン・フォスター〉
- ママは太陽（トビー・マーティン〈トッド・スターク〉）
- ワイオミングの兄弟（エミー〈タミー・ロック〉）

#### アニメ
- とび出せフィリックス（フィリックス）
- マイティ・ハーキュリー（ニュートン）

### CD
- ニューヨーク・ニューヨークドラマCD（エイダ・ウォーカー）
- ビデオ・ゲーム・グラフィティ（プーカ）

### テレビドラマ
- がんばれ!竜馬先生
- バス通り裏

### テレビ番組
- ゴロンタ劇場（トムトム）※「おかあさんといっしょ」内のコーナー
- うちのひと がっこうのひと（ヌウくん）
- それいけノンタック（ノンタック）

### 人形劇
- じんざえもんと5人のともだち
- こどもにんぎょう劇場「おばけガスのはくぶつかん」

### その他コンテンツ
- 放送大学 聞き手として出演